# Chajim Levanon
Chajim Levanon (hebrejsky: חיים לבנון; rodným jménem Chajim Josef Levinstein; 1899–1986) byl izraelský politik, který v letech 1953 až 1959 zastával funkci starosty izraelského města Tel Aviv, a jeden z hlavních zakladatelů Telavivské univerzity.

## Mládí
Narodil se v polském Krakově jako Chajim Josef Levinstein. Získal tradiční židovské vzdělání v ješivě a poté studoval zemědělské inženýrství na Jagellonské univerzitě v Krakově. V roce 1927 podnikl aliju do britské mandátní Palestiny a po příjezdu se stal učitelem na gymnáziu Echad ha-Am ve městě Petach Tikva. V roce 1928 se oženil s Miriam Levit Šamrotovou.

## Polická kariéra
Levanon patřil mezi zakladatele mládežnického hnutí Všeobecných sionistů a posléze se stal jedním z jeho představitelů. Rovněž tak pomáhal založit a následně vedl organizaci civilního bydlení. V roce 1936 se stal předsedou volebního výboru města Tel Aviv a generálním tajemníkem odborového svazu Všeobecných sionistů.
V roce 1951 byl zvolen do telavivské městské rady, kde od roku 1952 působil jako místostarosta. Poté, co Jisra'el Rokach rezignoval na svou funkci v důsledku jmenování ministrem izraelské vlády, byl Chajim Levanon 13. dubna 1953 zvolen starostou Tel Avivu. Svou funkci pak obhájil ve volbách do městských zastupitelstev, které se konaly o dva roky později.
Levanon patřil mezi hlavní zakladatele Telavivské univerzity, o jejíž založení se zasadil během svého působení ve funkci telavivského starosty. Po smrti byla na jeho počest pojmenována jedna z hlavních ulic ve městě.